# Línea 11 (Movibus)
La línea 11 de la red de autobuses interurbanos de la Región de Murcia (Movibus) une Alcantarilla con la UCAM y el Campus de Espinardo de la Universidad de Murcia.

## Características
Fue puesta en servicio el 3 de diciembre de 2021, con la entrada en vigor de la primera fase de Movibus.
Pertenece a la concesión RMU-001 "Alcantarilla - Murcia", y hasta el 2 de diciembre de 2023 fue operada por ALSA (TUCARSA). Desde el 3 de diciembre de 2023, pasa a estar operada por Monbus.

## Horarios
Los horarios que no sean cabecera son aproximados.

### 1 septiembre - 30 junio
| Lunes a viernes lectivos     |                              |                              |                              |                              |                              |
| Alcantarilla > Universidades | Alcantarilla > Universidades | Alcantarilla > Universidades | Universidades > Alcantarilla | Universidades > Alcantarilla | Universidades > Alcantarilla |
| Alcantarilla                 | UCAM                         | UMU                          | UMU                          | UCAM                         | Alcantarilla                 |
| 07:00                        | 07:25                        | 07:40                        | 09:00                        | 09:10                        | 09:40                        |
| 08:10                        | 08:35                        | 08:50                        | 10:30                        | 10:40                        | 11:10                        |
| 09:45                        | 10:10                        | 10:25                        | 12:45                        | 12:55                        | 13:25                        |
| 12:00                        | 12:25                        | 12:40                        | 14:15                        | 14:25                        | 14:55                        |
| 13:30                        | 13:55                        | 14:10                        | 15:45                        | 15:55                        | 16:25                        |
| 15:00                        | 15:25                        | 15:40                        | 19:00                        | 19:10                        | 19:40                        |
| 20:00                        | 20:25                        | 20:40                        | 21:00                        | 21:10                        | 21:40                        |

### 1 - 31 julio
| Lunes a viernes laborables   |                              |                              |                              |                              |                              |
| Alcantarilla > Universidades | Alcantarilla > Universidades | Alcantarilla > Universidades | Universidades > Alcantarilla | Universidades > Alcantarilla | Universidades > Alcantarilla |
| Alcantarilla                 | UCAM                         | UMU                          | UMU                          | UCAM                         | Alcantarilla                 |
| 08:00                        | 08:25                        | 08:40                        | 14:30                        | 14:40                        | 15:10                        |
| 15:15                        | 15:40                        | 15:55                        | 19:15                        | 19:25                        | 19:55                        |

## Recorrido y paradas

### Sentido Universidades
| Parada                     | Común con  | Conexión con tranvía | Municipio    |
| -------------------------- | ---------- | -------------------- | ------------ |
| Centro de Salud Casco      |            |                      | Alcantarilla |
| Calle Trovero Miguel Marín |            |                      | Alcantarilla |
| Iglesia San Pedro          | 13 14      |                      | Alcantarilla |
| Manila                     | 13 14      |                      | Alcantarilla |
| Alejo                      | 14         |                      | Alcantarilla |
| Carides                    | 14         |                      | Alcantarilla |
| Centro de Salud            | 14         |                      | Alcantarilla |
| Cruce Javalí Nuevo         | 14         |                      | Alcantarilla |
| Gasolinera                 | 14         |                      | Alcantarilla |
| Barrio Santa María         | 14         |                      | Alcantarilla |
| Universidad Católica       | 22A 22B 33 | UCAM-Los Jerónimos   | Murcia       |
| Agridulce                  | 22A 22B 33 |                      | Murcia       |
| Luis Vives                 | 22A 22B 33 |                      | Murcia       |
| Informática                | 22A 22B 33 |                      | Murcia       |
| Facultad Bellas Artes      |            |                      | Murcia       |

### Sentido Alcantarilla
| Parada                | Común con  | Conexión con tranvía | Municipio    |
| --------------------- | ---------- | -------------------- | ------------ |
| Facultad Bellas Artes |            |                      | Murcia       |
| Biológicas            | 22A 22B 33 |                      | Murcia       |
| Apartamentos Campus   | 22A 22B 33 |                      | Murcia       |
| Agridulce             | 22A 22B 33 |                      | Murcia       |
| Universidad Católica  | 22A 22B 33 | UCAM-Los Jerónimos   | Murcia       |
| Barrio Santa María    | 14         |                      | Alcantarilla |
| Gasolinera            | 14         |                      | Alcantarilla |
| Centro de Salud       | 14         |                      | Alcantarilla |
| Carides               | 14         |                      | Alcantarilla |
| Alejo                 | 14         |                      | Alcantarilla |
| Manila                | 13 14      |                      | Alcantarilla |
| Iglesia San Pedro     | 13 14      |                      | Alcantarilla |
| Camino de la Piedra   |            |                      | Alcantarilla |
| Centro de Salud Casco |            |                      | Alcantarilla |